# Kongehøj (Hjelm Skov)
 Der Kongehøj (auch Kongens Forhøjning genannt) ist ein etwa 2,5 m hoher Grabhügel mit etwa 16,0 Meter Durchmesser im Hjelm Skov (Wald) südwestlich von Aabenraa in Jütland in Dänemark, der heute als Aussichtsplattform dient.
Der ursprüngliche Grabhügel ist wegen verschiedener Eingriffe stark beschädigt. Im Jahre 1969 wurde, zum 750. Jahrestag der Schlacht von Lyndanisse (Estnisch Lindanise – heute Tallinn) in Estland 1219, ein Gedenkstein am Hügel aufgestellt.
Die Legende erzählt, dass Valdemar Sejr nach der Schlacht in Estland, zur Tingsted für Südjütland nach Urnehoved bei Aabenraa kam und von dem Hügel aus den Danebrog präsentierte. Hier wurde Erik II. Emune 1137 von Sorte Plov ermordet. Urnehoved Tingsted war von 1074 bis 1523 Thingplatz von Sønderjylland. Hier trafen sich die freien Männer mit dem König, um wichtige Angelegenheiten zu besprechen und zu entscheiden.